# Apatow Productions
Apatow Productions — американская продюсерская компания, oснована 1999 году Джаддом Апатоу, базируется в Лос-Анджелесе, Калифорния.
Первой постановкой компании стал комедийный сериал Хулиганы и ботаны (1999–2000), а первым фильмом стала комедия Телеведущий: Легенда о Роне Бургунди (2004).

## Фильмография

### Кино
- 2004 Телеведущий: Легенда о Роне Бургунди Anchorman: The Legend of Ron Burgundy
- 2005 Сорокалетний девственник The 40-Year-Old Virgin
- 2006 Рики Бобби: Король дороги Talladega Nights: The Ballad of Ricky Bobby
- 2007 Немножко беременна Knocked Up
- 2007 SuperПерцы Superbad
- 2007 Взлёты и падения: История Дьюи Кокса Walk Hard: The Dewey Cox Story
- 2008 Школа выживания Drillbit Taylor
- 2008 В пролёте Forgetting Sarah Marshall
- 2008 Сводные братья Step Brothers
- 2008 Ананасовый экспресс: Сижу, курю Pineapple Express
- 2009 Начало времён Year One
- 2009 Приколисты Funny People
- 2010 Побег из Вегаса Get Him to the Greek
- 2011 Девичник в Вегасе Bridesmaids
- 2012 Жажда странствий Wanderlust
- 2012 Немножко женаты The Five-Year Engagement
- 2012 Любовь по-взрослому This Is 40
- 2013 Телеведущий 2: И снова здравствуйте Anchorman 2: The Legend Continues
- 2014 Хоть раз в жизни Begin Again
- 2015 Девушка без комплексов Trainwreck
- 2016 Дом игрушек Пи-ви Pee-wee's Big Holiday
- 2016 Поп-звезда: Не переставай, не останавливайся Popstar: Never Stop Never Stopping
- 2017 Любовь — болезнь Ths Big Sick
- 2018 Голая Джульетта Juliet, Naked
- 2020 Король Статен-Айленда The King of Staten Island

### Телевизор
- 1999–2000 Хулиганы и ботаны Freaks and Geeks (NBC)
- 2001–2002 Неопределившиеся Undeclared (Fox)
- 2010–2011 Телеканал 'Гори в Аду' Funny or Die Presents (HBO)
- 2012–2017 Девчонки Girls (HBO)
- 2016–2018 Любовь Love (Netflix)
- 2017–2019 По друзьям Crashing (HBO)